# 烏克蘭社會民主工黨
烏克蘭社會民主工黨（烏克蘭語：Украї́нська соціа́л-демократи́чна робітни́ча па́ртія）是乌克兰人民共和国主要政党，在1905年革命乌克兰人党第二次代表大会上改组而成，通过德国社会民主党的爱尔福特纲领来追求马克思主义。主要领导人有沃洛迪米爾·溫尼琴科、西蒙·彼得留拉等人。
该党确定它的优先事项为解决民族问题，而将它为工人阶级争取社会自由化的斗争推到了次要地位。在1905年春天，在党报《Pratsia》刊登的与德米特罗·安东诺维奇的辩论中，米科拉·波尔什就社会和经济压迫对于民族的依赖性提出了自己的观点：他坚持认为要克服社会压迫，要先解决民族问题。在苏联的宣传中，该党被描述成为一个小资产阶级民族主义政党，“社會民主工黨”则是用来欺骗民众。苏共领导人列宁称该党是“最低级、愚蠢和反动的民族主义的代表”。
1920年1月25日，该党分裂出乌克兰共产党 (1920年)。